# Time (píseň, Freddie Mercury)
Time je sólová píseň britského zpěváka Freddieho Mercuryho z roku 1986. Původně byla natočena pro stejnojmenný muzikál Dava Clarka. Ačkoli sám Mercury se v muzikálu neobjevil, píseň v něm použita byla a rovněž vyšla na stejnojmenném albu Dava Clarka a později i jako singl, který dosáhl 32. místa v britském hudebním žebříčku UK Singles Chart. Právě tato singlová verze byla později zahrnuta v roce 2000 do box setu The Solo Collection a v roce 2006 do kompilačního alba Lover of Life, Singer of Songs: The Very Best of Freddie Mercury Solo.
V roce 2017 producent písně Dave Clark v Londýně ve studiu Abbey Road objevil Mercuryho ztracenou nahrávku původní verze této písně s názvem „Time Waits For No One”. Postupně ji přepracoval: Z nahrávky oddělil Mercuryho hlas a Mike Moran nově nahrál klavírní doprovod. Ke skladbě rovněž sestříhal nový videoklip. Tato verze se od první liší tím, že je zde nahrána pouze jedna stopa Mercuryho hlasu (nebyl použit druhý hlas), který je doprovázen klavíristou Mikem Moranem, bez jiných doprovodných nástrojů. Time Waits For No One měla premiéru 20. června 2019 na rádiové stanici BBC Radio 2.

## Videoklip
Videoklip k písni byl natočen v divadle Dominion v Londýně, kde měl muzikál 9. dubna 1986 světovou premiéru. Protože bylo naplánováno večerní představení, zbývalo na natáčení pouze brzké ráno: takže Mercury a rakouský producent Rudi Dolezal začali na videu pracovat v 6:00 ráno.
Video k verzi Time Waits For No One bylo natočeno také roku 1986, ovšem producent Dave Clark jej sestříhal až v roce 2017 (poté, co ztracenou nahrávku objevil) a publikoval v červnu 2019.

## Obsazení
- Freddie Mercury – hlavní vokály
- Mike Moran – klavír
- Ray Russell – kytara
- Brett Morgan – bicí
- Alan Jones – basová kytara
- John Christie – doprovodné vokály
- Peter Straker – doprovodné vokály